# Orden compuesto

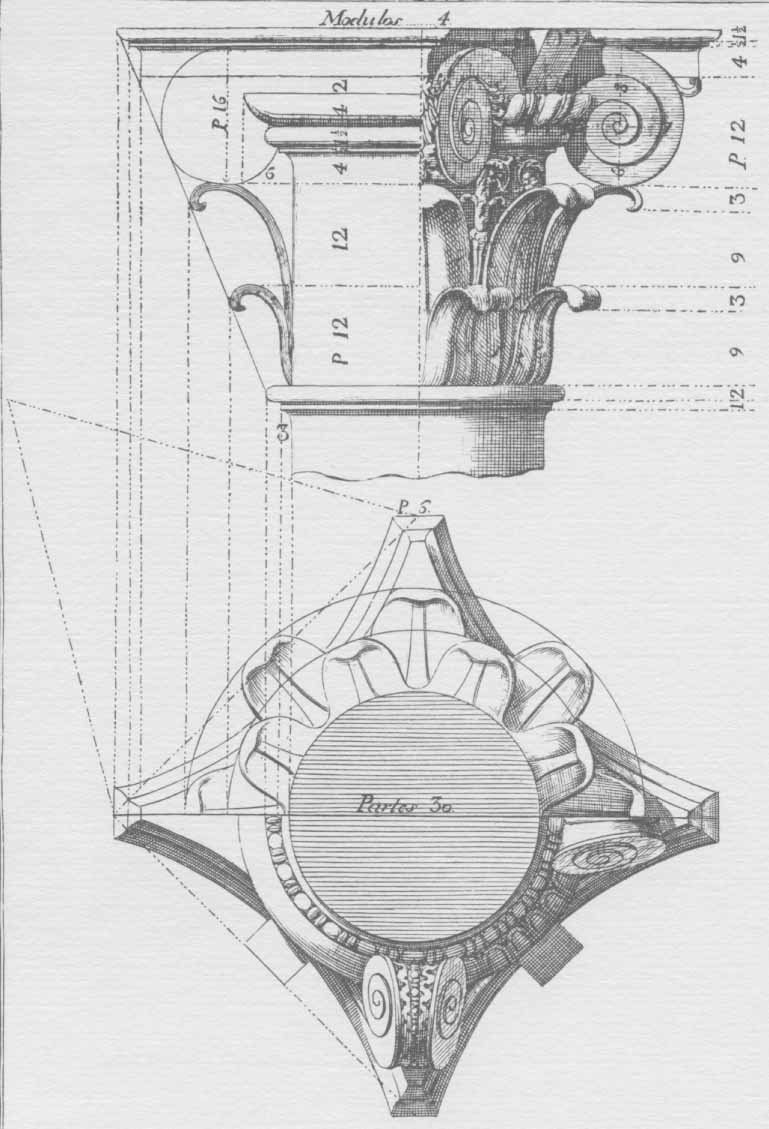
Esquema de capitel compuesto según Vignola.

El orden compuesto (en latín: Ordo Compositus; en griego: Σύνθετος ρυθμός) es un orden clásico mixto que no pertenece al grupo de los órdenes arquitectónicos griegos (dórico, jónico y corintio), sino que, con el toscano, es una de las aportaciones romanas a los órdenes clásicos. En proporciones y elementos compositivos es idéntico al orden corintio, con dos variaciones: la base es más rica en molduras y se asemeja a un fuste dórico invertido, mientras que el capitel es una mezcla o composición (de ahí el nombre del orden) que combina las volutas del capitel del orden jónico con las hojas de acanto del capitel del orden corintio. En muchas versiones del orden compuesto las volutas son sin embargo más grandes, y tienen en general algún ornamento colocado centralmente entre las volutas. La columna del orden compuesto tiene típicamente diez diámetros de altura, aunque como en todos los órdenes estos detalles podían ser ajustados por el arquitecto para adaptarlo a edificios particulares.

## Historia

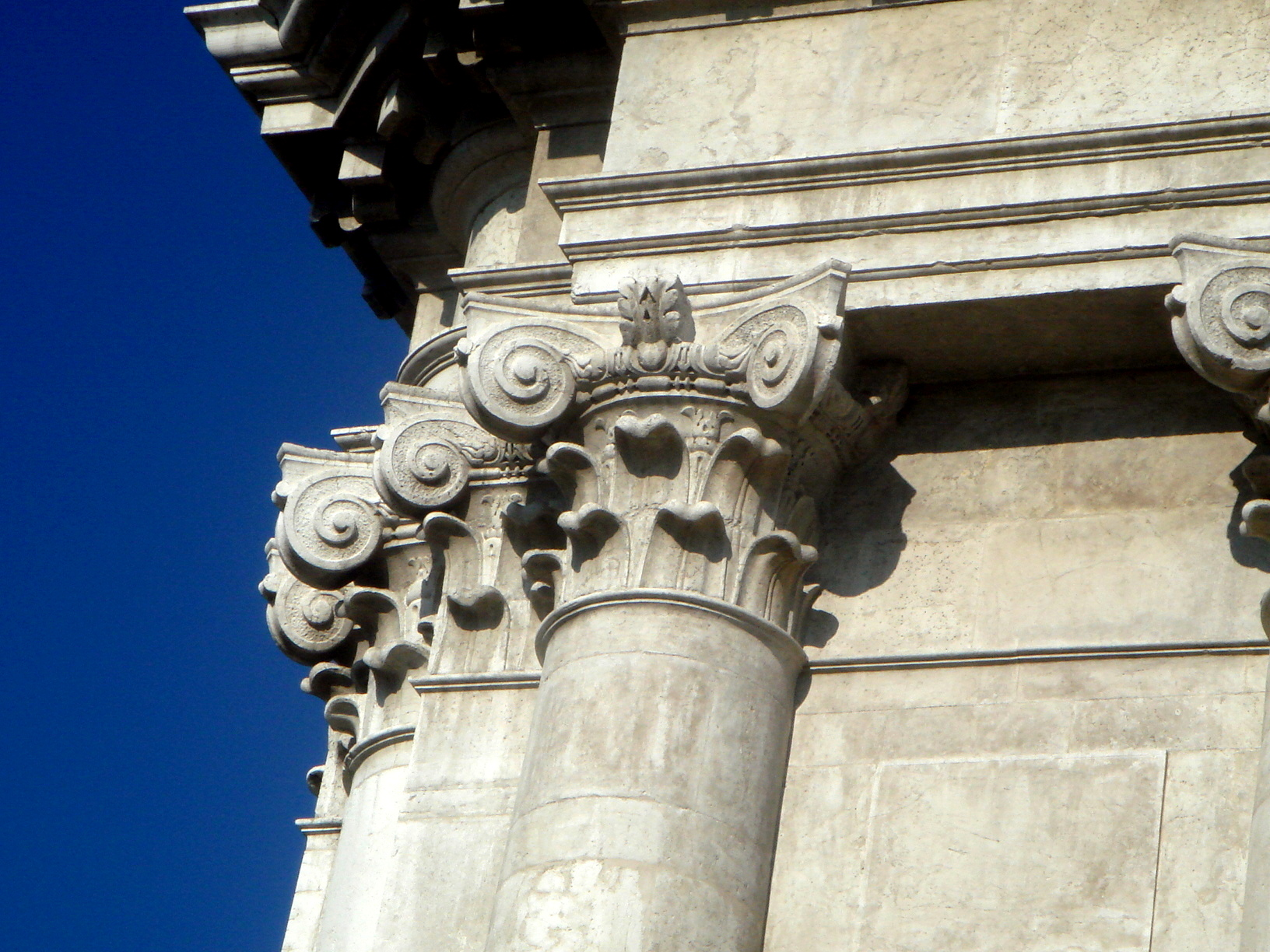
Capiteles, San Barnaba, Venecia, 1776

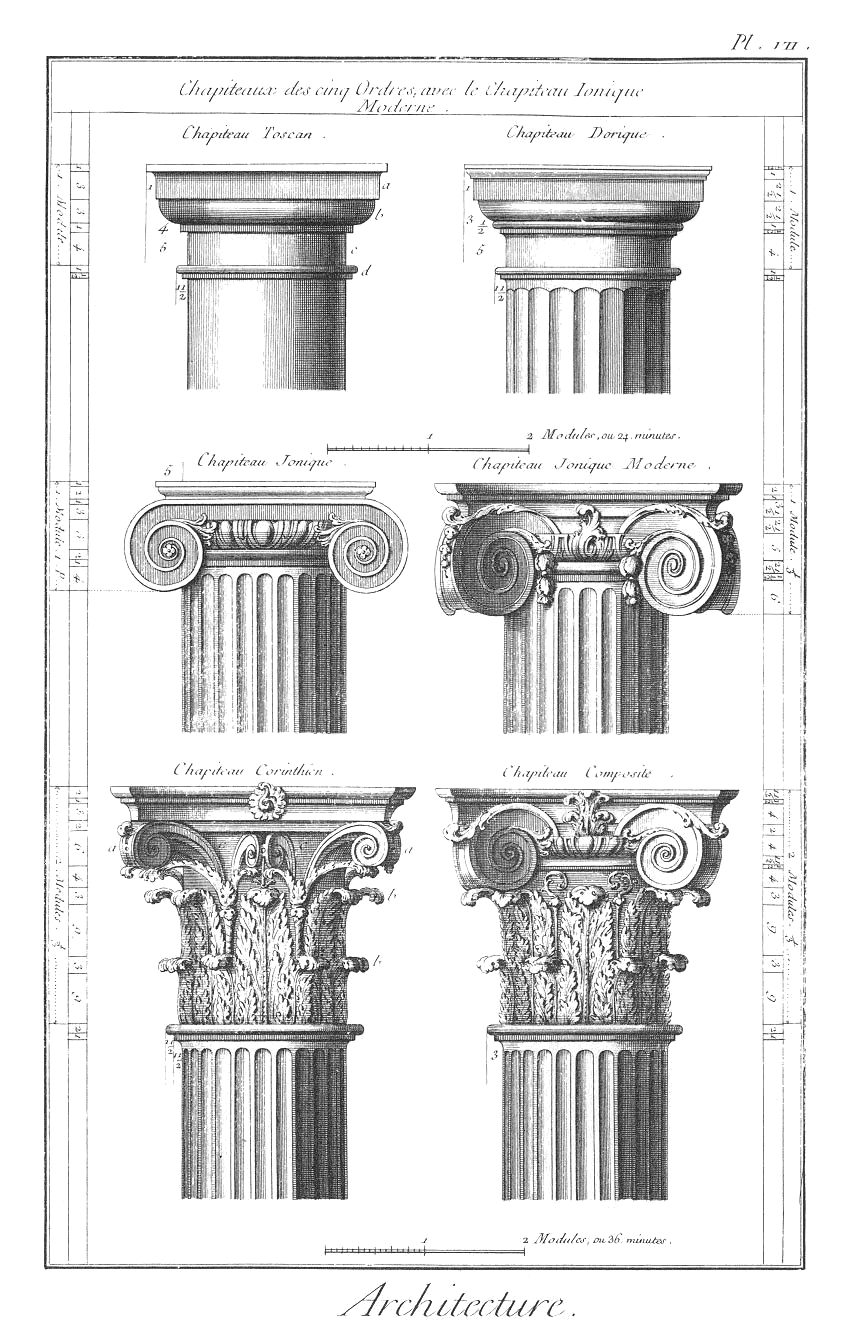
Capiteles de los órdenes clásicos, aquí reducidos a seis por añadido de "jónico moderno" (medio, derecha). Típico capitel compuesto abajo, derecha.

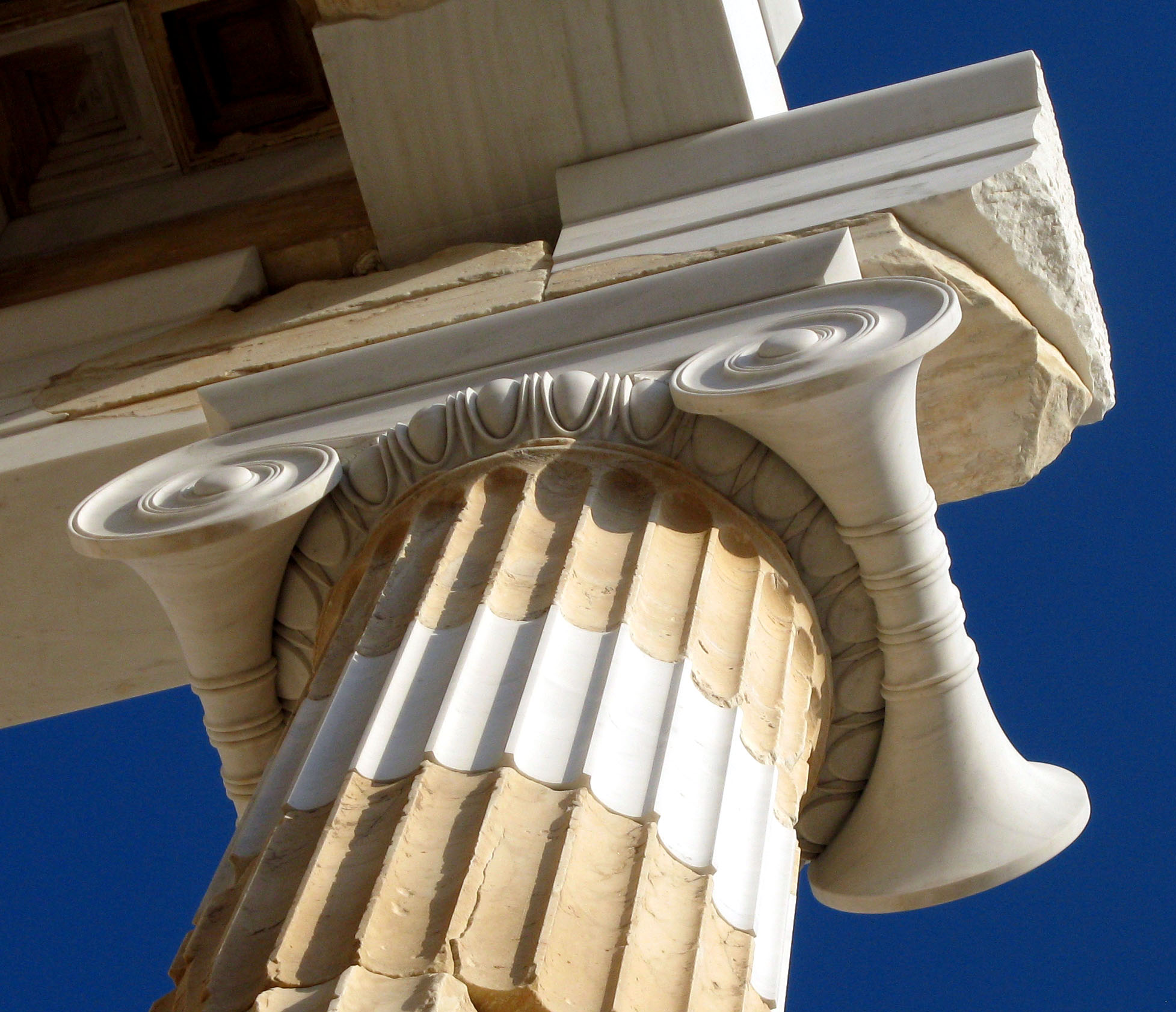
A diferencia del capitel compuesto, este capitel jónico tiene una apariencia diferente desde el frente y los lados

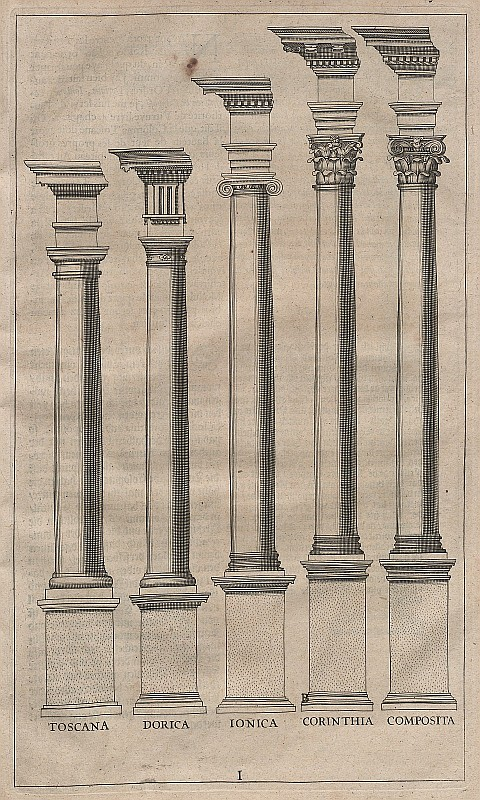
Los Cinco Órdenes ilustrados por Vignola, 1640

El orden compuesto no se encuentra en la arquitectura en la Antigua Grecia y hasta el Renacimiento no se clasificó como un orden separado. Era considerado como una forma imperial romana del orden corintio. Aunque el Arco de Tito, construido en el año 82 d. C. en el foro de Roma, es a veces citado como el primer ejemplo superviviente destacado de un orden compuesto, el orden fue probablemente inventado «un poco antes del reinado de Augusto, y ciertamente estaba bien desarrollado antes de su muerte, el mismo momento en que se estaba estableciendo la versión romana del corintio.»
Junto con el orden toscano, una versión simplificada del orden dórico, también encontrada en la antigua arquitectura romana pero no incluida por Vitruvio en sus tres órdenes, el compuesto fue añadido por los escritores renacentistas para hacer cinco órdenes clásicos. Sebastiano Serlio (1475-1554) publicó su libro I sette libri d'architettura in 1537 , en el que fue el segundo en mencionar el orden compuesto como un orden propio y no solo como una evolución del orden corintio, como ya había sugerido León Battista Alberti. Alberti en su De re aedificatoria menciona el orden compuesto, llamándolo «itálico».

## Forma del capitel
El compuesto se basa en parte en el orden jónico, donde las volutas (vistas frontalmente) están unidas por un elemento esencialmente horizontal que corre en la parte superior del capitel, de modo que se asemeja a un rollo parcialmente enrollado en cada extremo. A pesar de este origen, muchos capiteles compuestos de hecho tratan las dos volutas como elementos diferentes, cada una saliendo de un lado de su base frondosa. En esto, y en tener un ornamento separado entre ellas, se parece al orden eólico de la época arcaica, aunque esa no parece haber sido la ruta de su desarrollo en la Roma imperial temprana. Del mismo modo, aunque la voluta jónica griega se mostraba generalmente de lado como una sola unidad de ancho uniforme entre el frente y el reverso de la columna, las volutas compuestas se tratan normalmente como cuatro unidades diferentes más delgadas, una en cada una de las esquinas del capitel, dispuestas a unos 45° de la fachada. Esto tiene la ventaja de eliminar la necesidad de tener un aspecto diferente entre las vistas frontal y lateral, y el jónico finalmente desarrolló formas flexionadas que también permiten esto.
El tratamiento de los detalles a menudo ha sido muy variable, con la inclusión de figuras, símbolos heráldicos y similares en el capitel. La relación de las volutas con las hojas ha sido tratada de muchas maneras diferentes y el capitel puede estar claramente dividido en diferentes zonas horizontales, o puede tratar todo el capitel como una sola zona. El orden compuesto, debido a su delicada apariencia, fue considerado por el Renacimiento como adecuado para la construcción de iglesias dedicadas a la Virgen María o a otras mujeres santas. En general se ha utilizado desde entonces para sugerir riqueza y grandeza.

## Ejemplos
Bramante (1444-1514) usó el orden compuesto en el segundo orden del claustro de Santa Maria della Pace, en Roma (en el primer orden utilizó el orden jónico). Francesco Borromini (1599–1667 desarrolló también en Roma el orden compuesto en San Carlo alle Quattro Fontane (1638). El interior de la iglesia tiene 16 columnas compuestas. Las columnas sustentantes dispuestas bajo los arcos tienen volutas invertidas. Esta elección fue muy criticada en el momento, pensando que era una falta de conocimiento de los órdenes vitruvianos lo que lo llevó a su decisión.
Volutas invertidas también se pueden ver en el Oratorio dei Filippini  de Borromini en el orden inferior. Allí la controversia fue aún mayor, considerando que Borromini también quitó las hojas de acanto, dejando un capitel desnudo.
Romano
- Arco de Tito, Roma
- Arco de Septimio Severo, Roma
- Mausoleo de Santa Constanza, Roma, interior, mediados del siglo IV

Moderno
- Ospedale degli Innocenti, Florencia, 1421, de Filippo Brunelleschi
- Palacio Valmarana, Vicenza, 1565, de Andrea Palladio
- Palacio del Capitaniato, Vicenza, 1571-1572, de Andrea Palladio
- Ala Lescot del palacio del Louvre, París
- Iglesia del Gesù, Roma
- Easton Neston, Inglaterra, c. 1700
- Palacio Madama de Turín, c. 1720, de Filippo Juvarra
- Archibasílica de San Juan de Letrán
- Somerset House, Londres, 1776, de William Chambers
- Arco de Triunfo de Narva, San Petersburgo, 1814, de Giacomo Quarenghi
- Museo Etnográfico de Budapest, antiguo palacio de Justicia
- Mansión del Gobernador de Alabama, 1907

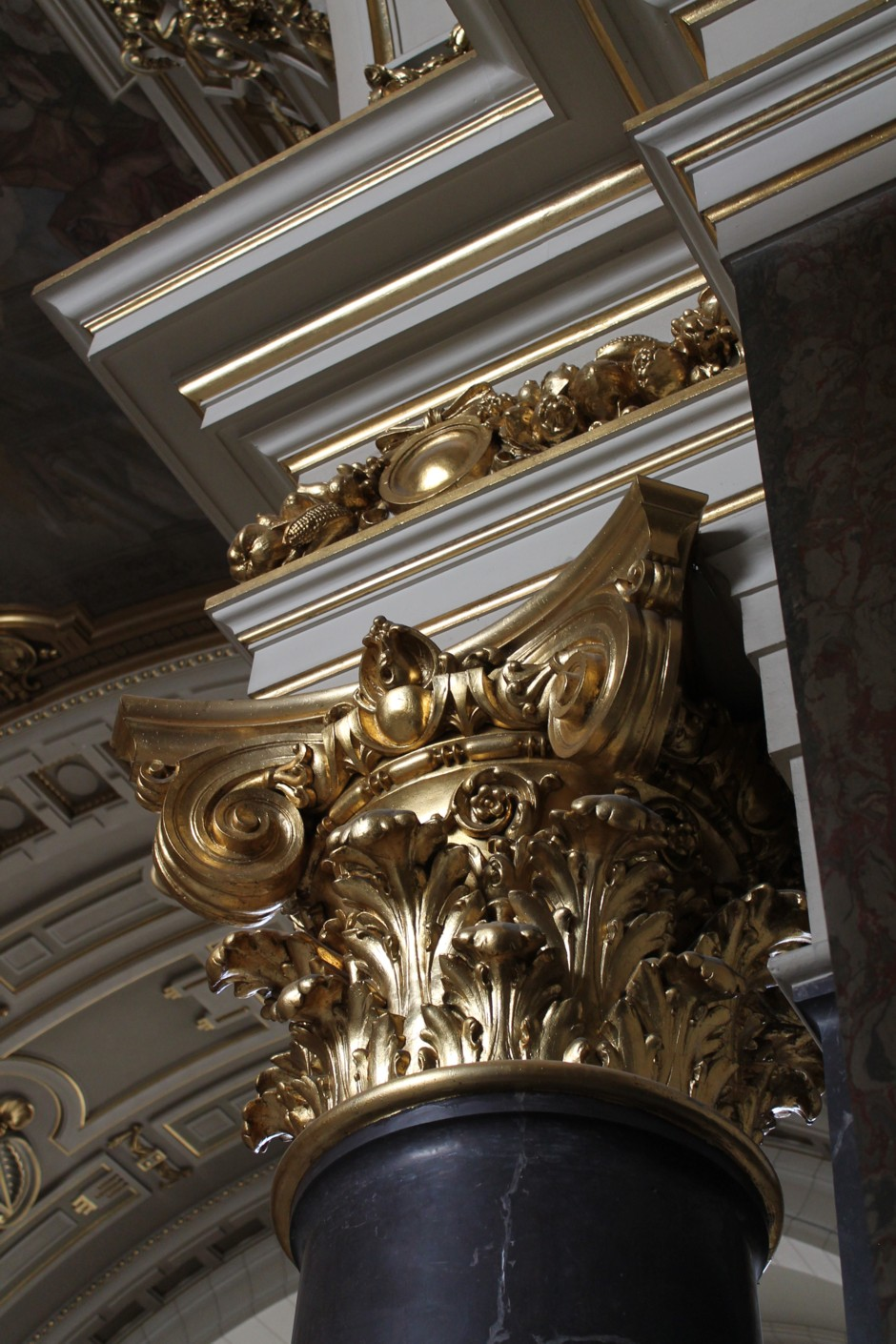
Orden compuesto en el antiguo Palacio de Justicia, de Budapest
- Los órdenes arquitectónicos: dórico, jónico, corintio, toscano, compuesto

### Galería de imágenes
Archivo:Euphrasian Basilica Capital 3.JPG|Romano tardío /bizantino, en la basílica Eufrásica

Variaciones del orden compuesto
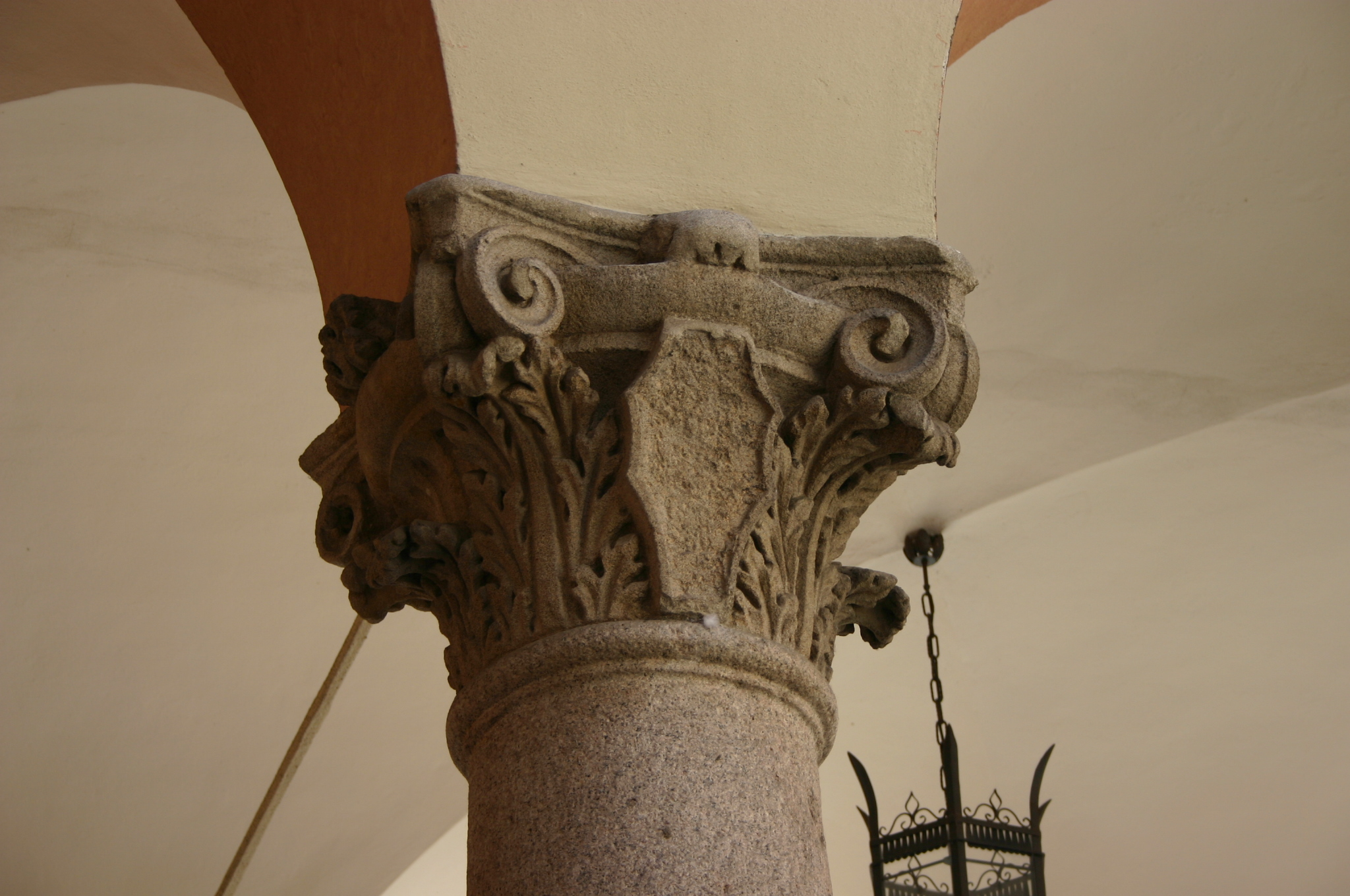
Palacio Recalcati, Milán
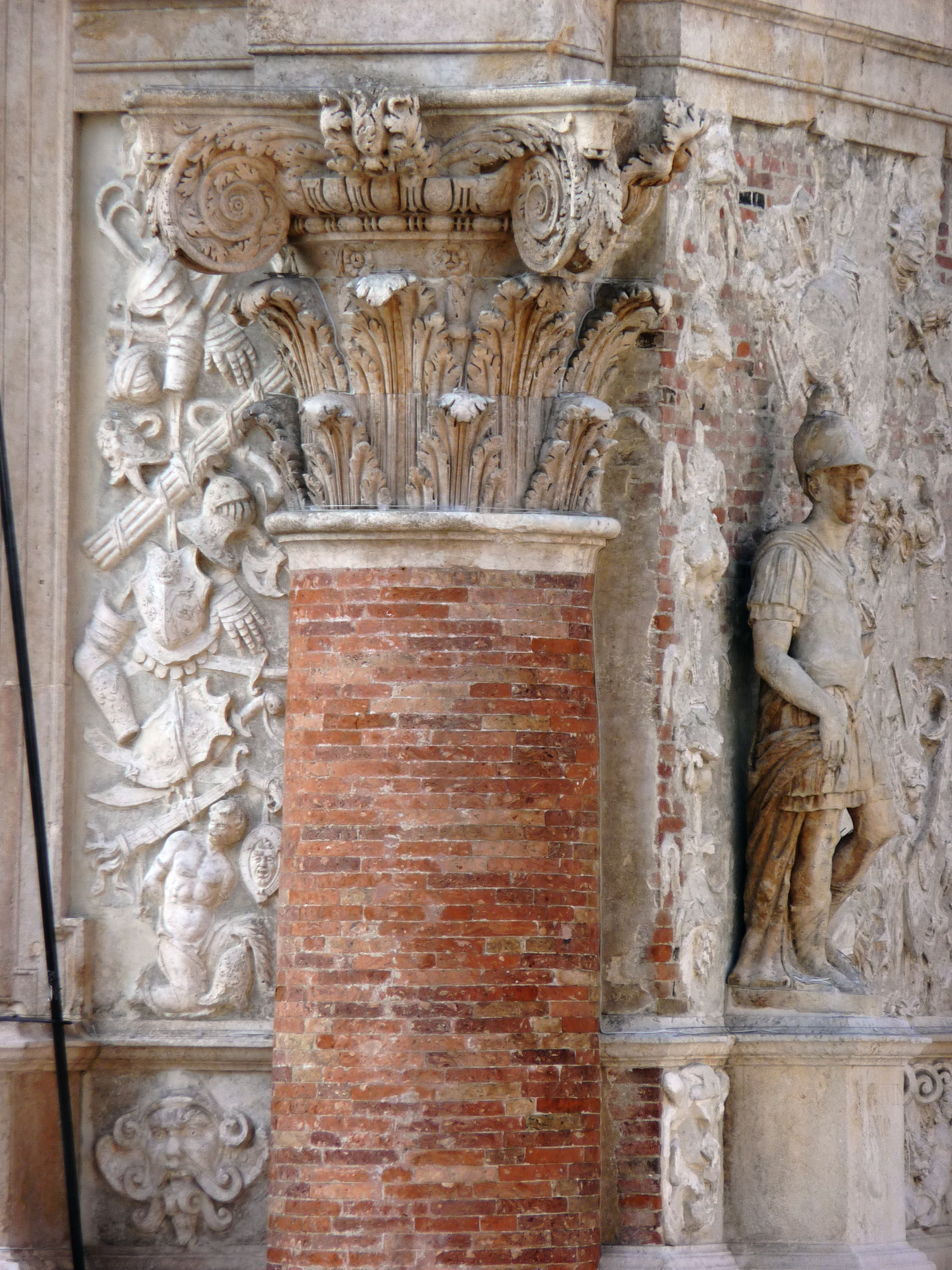
Palacio Capitaniato, Vicenza, Andrea Palladio
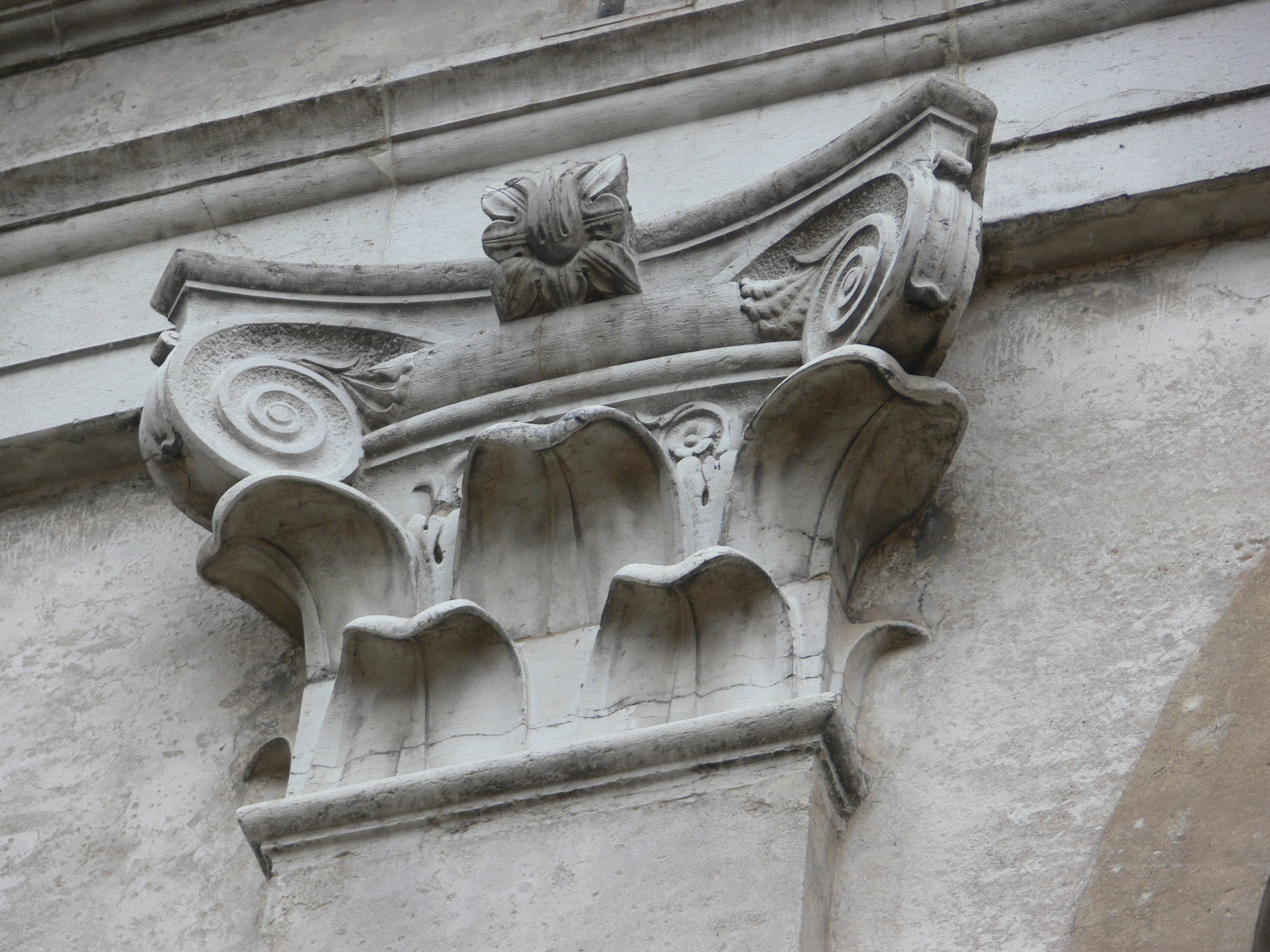
Pilastra en San Benedetto, Venecia

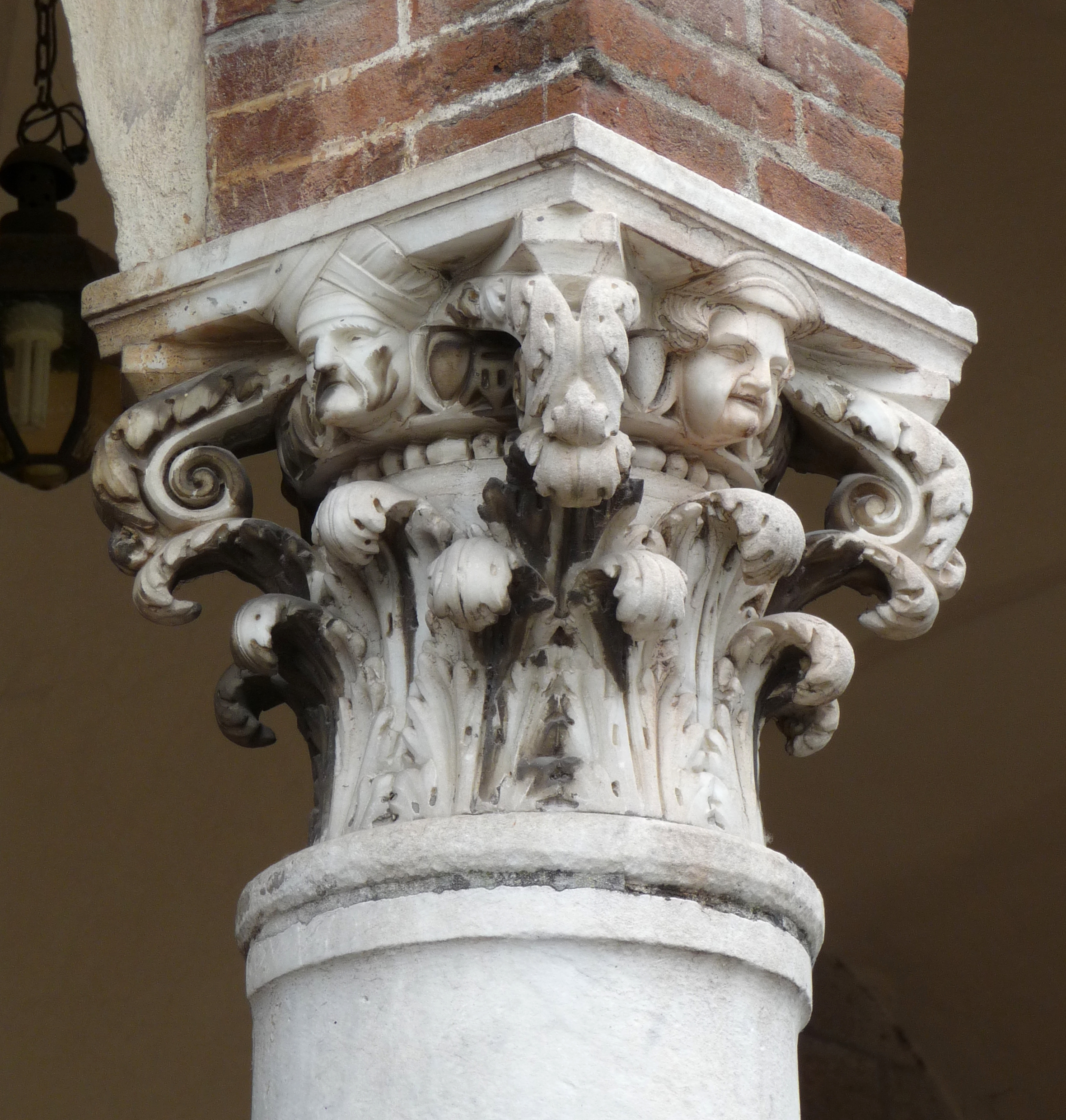
Santa Croce en Fossabanda, Pisa
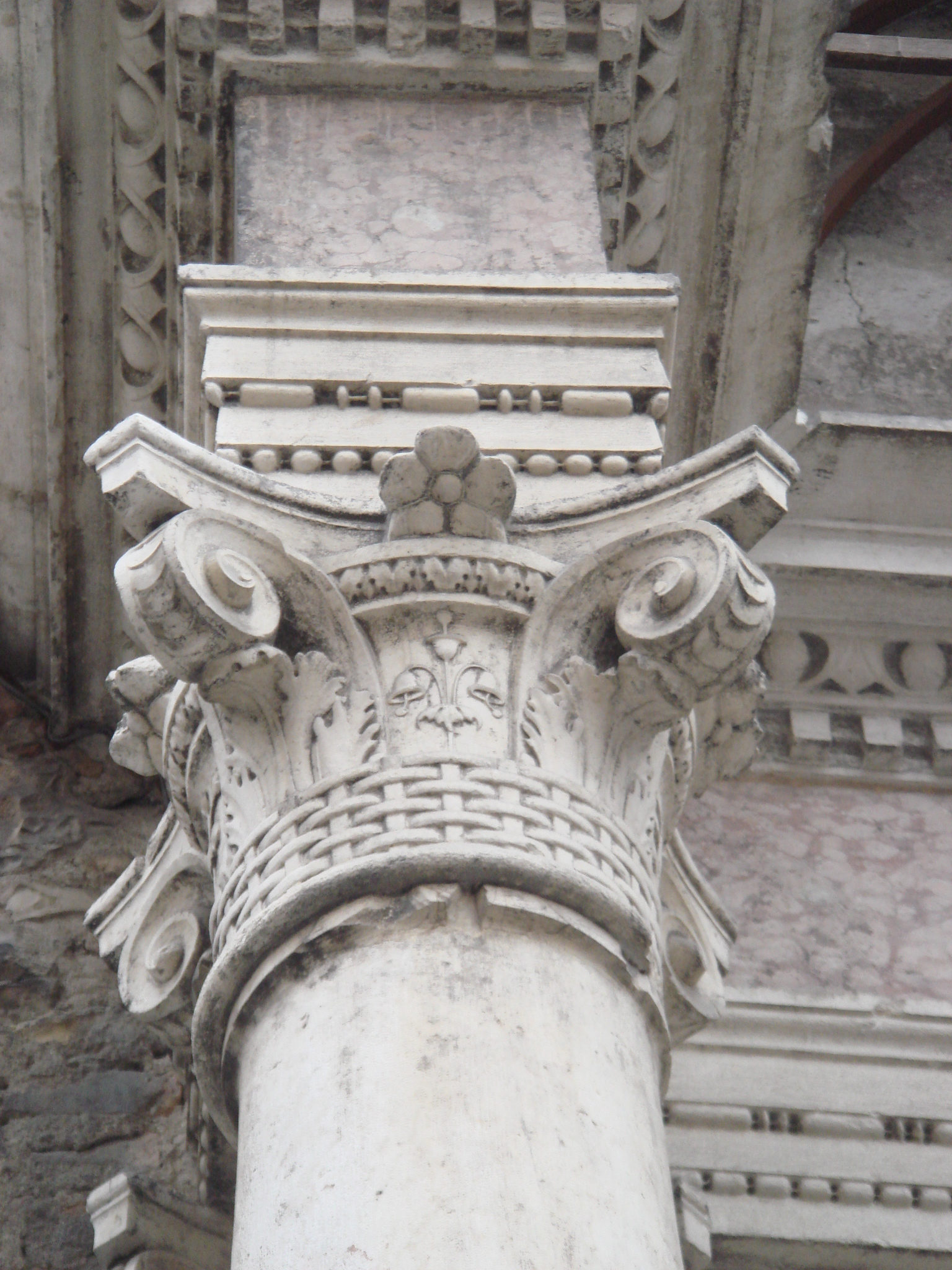
Brescia, San Giovanni de Stefano Bolognini
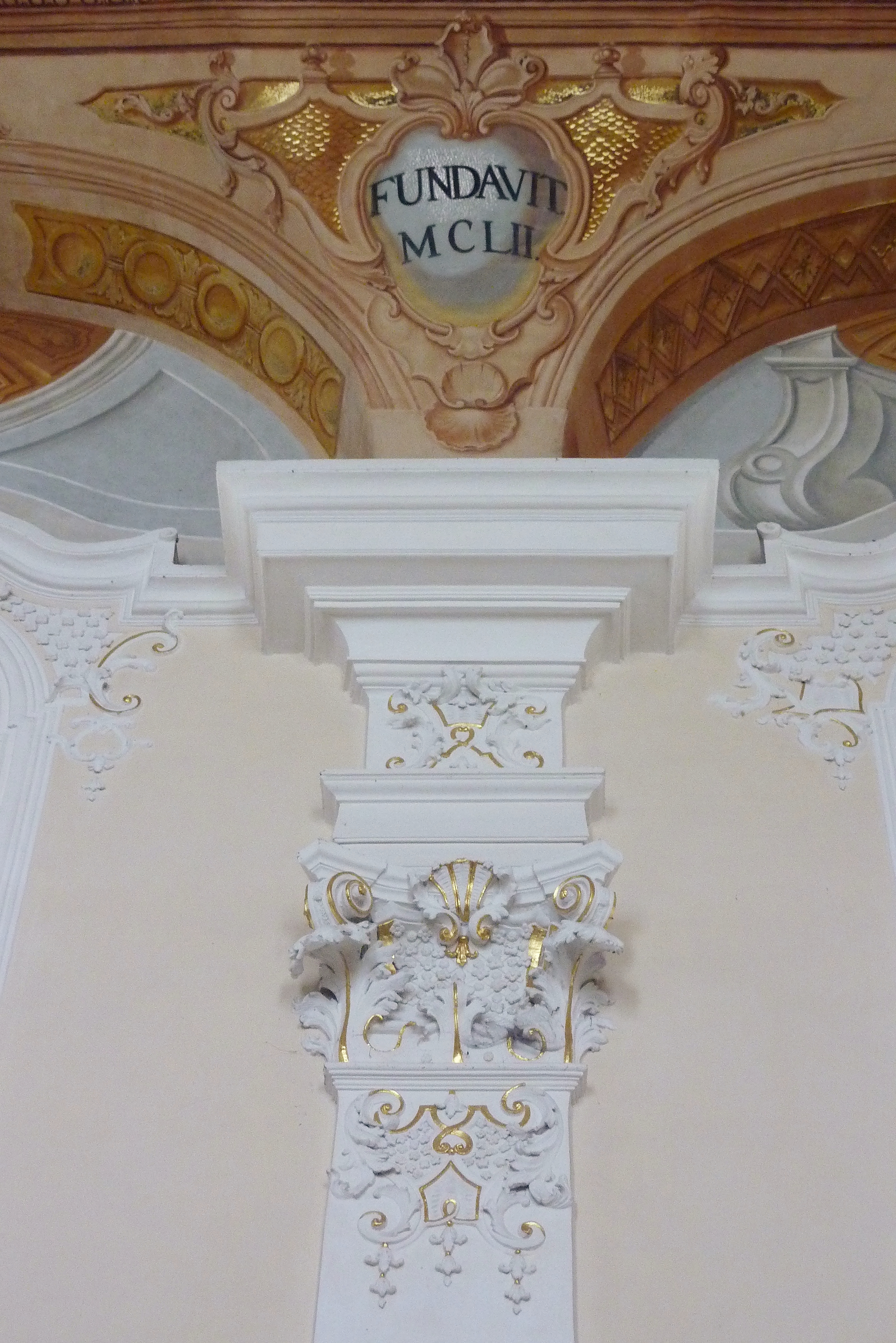
Tratamiento rococó en Baviera, con inusuales volutas  "del revés"
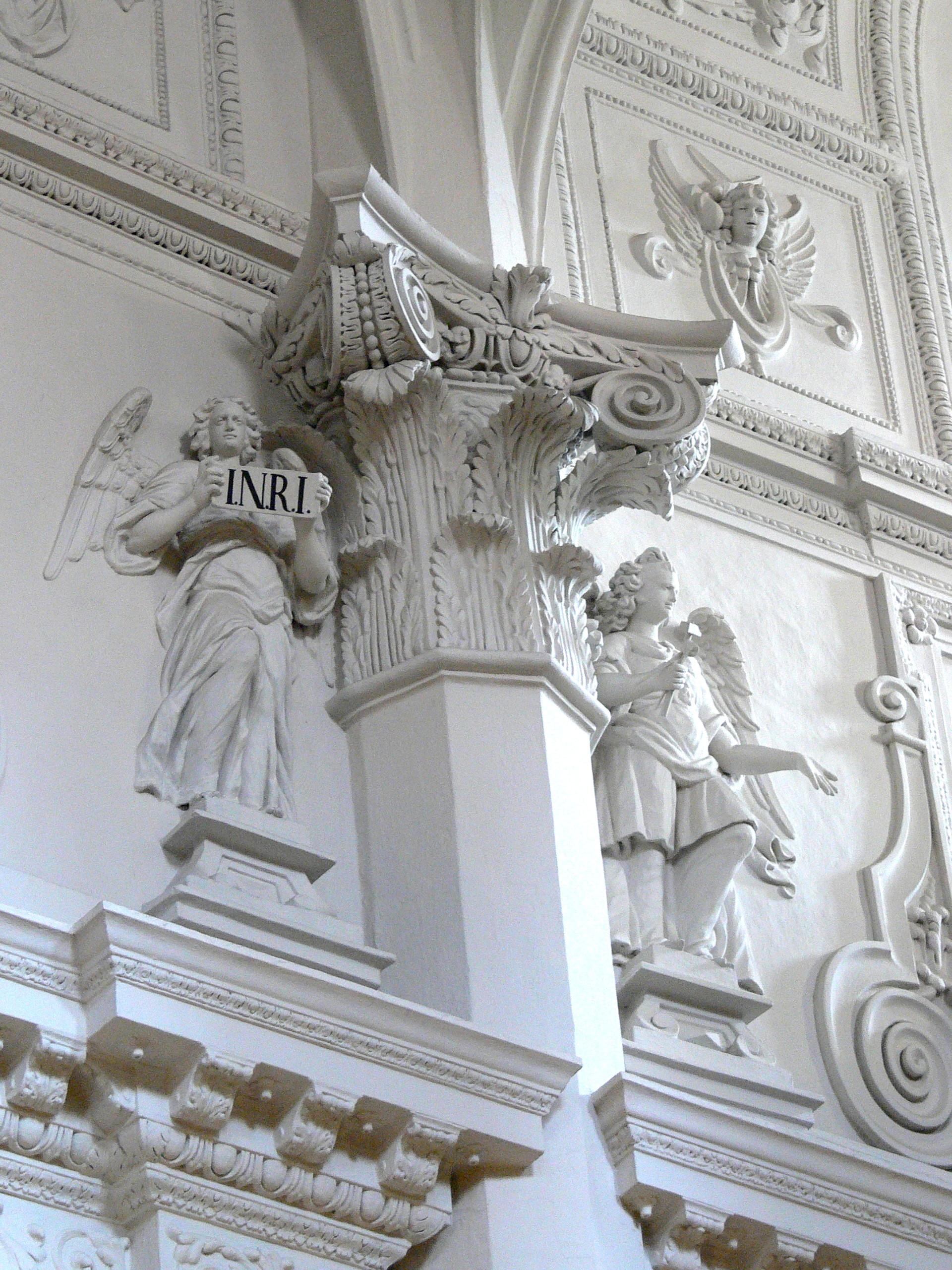
Kirche am Hof, Viena